# علی بداوی

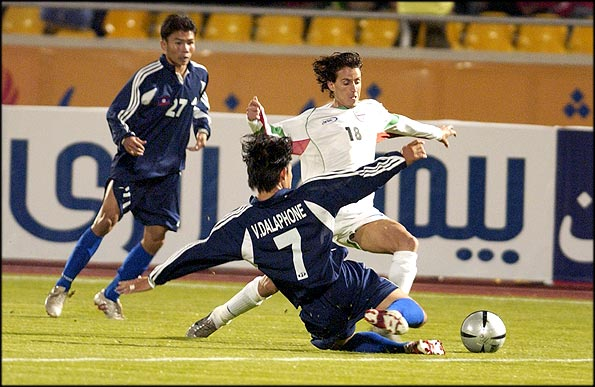
علی بداوی در بازی ایران - لائوس، انتخابی جام جهانی ۲۰۰۶

 علی بداوی  (زاده ۳۰ خرداد ۱۳۶۱ - اهواز) بازیکن سابق و مربی فوتبال اهل ایران است.
وی سابقه بازی در تیم‌های فولاد، استقلال اهواز و نفت آبادان را دارد.
وی سابقه ۲۴ بازی ملی نیز در کارنامه دارد.